# 김포반도 전투
김포반도 전투는 한국 전쟁 발발 초기인 1950년 6월 25일에 백선엽 대령이 이끄는 제1사단이 임진강과 합류되는 한강 북쪽의 개성에서 한강을 건너 김포반도로 철수하게 됨에 따라 북한군이 이를 따라 이 반도에 상륙함으로써 한강 남안에 예기치 않았던 충돌을 보게 되는 과정에서 국군은 김포지구전투사령부를 급편하여 이들 북한군은 6월 28일까지 벌인 지연전이다.
6월 29일부터는 김포 비행장과 오류동 부근에서 촌보를 다투는 공방 혈전을 전개한 끝에 7월 3일에 한강의 와해로 말미암아 오류동선에서 수원으로 철수하게 된다.

## 배경
한강 북안의 개성에서 38도 분계선의 경계를 맡고 있던 전성호 대령이 이끄는 제1사단 12연대는 6월 25일 북한군의 급작스런 침공으로 말미암아 그 날을 미처 넘기지 못한 채 개성 정면의 제2대대와 예성강 서쪽 정안의 제3대대가 남쪽으로 밀려 한강 북안에 몰리게 됨으로써 그곳에서 배를 얻어 남으로만 선수를 지향하게 되었다.
김포반도 대안에 북한군이 나타나게 됨으로써 새로운 국면을 맞이하게 된 반도 일원의 국군 부대의 현황을 살펴보면 대체로 이러하다.
즉, 김포 비행장을 중심으로 육군 정보학교인 계인주 대령이 이끄는 남산학교와 엄홍섭 중령이 이끄는 공병학교, 그리고 공군의 항공기지사령부와 공군사관학교 및, 보급창과 공군 병원 등의 부대가 그 주위에 자리 잡고 있었으며, 보급기지인 부평에는 윤태인 중령이 이끄는 육군의 제1공병단과 김창배 소령이 이끄는 1기병대대 그리고 심언봉 대령이 이끄는 병기학교와 원태섭 대령이 이끄는 경리학교 및 이달고 소령이 이끄는 제1육군병원 등이 위치하였다.
그러나 이들은 모두 자체경계 능력조차 없는 교육기관이거나 지원 부대이므로 이들 부대로써 조직적인 지역방어란 기대할 수도 없는 실정이었는데, 그나마 이 부대들이 김포 비행장과 부평에 편성되어서 비행장으로부터 서북쪽 30km, 위도 상으로 의정부 - 봉일천선에 연하는 김포반도 북단지역에는 단 한사람의 경계 병력도 배치되어 있지 않은, 그야말로 공백 상태에 있었다.

### 작전 계획
당시 서부 전선의 제1사단장 백선엽 대령은, 육군본부가 38도 분계선 방어에 대한 구체적인 계획을 세워두고 있지 않았던 만큼, 개성 정면에 대하여서는 '적의 전면 공방시는 해 지역을 철수하여 문산 부근에 집결한 다음, 임진강 남안에서 적을 격위한다.'는 자체방어 개념을 가지고 임진강선의 강화에 주력하고 있었다.
따라서 동 사단의 장병들은 김포반도가 분명히 사단의 후방지역이기는 하였으나 거기에 대한 방어책임은 누구에게 귀착되는지도 확실히 가려지지 않은 채, 전연 별개의 피안으로만 여기게 되었다.
그러나 당초의 이 같은 사단의 계획과는 달리 6월 25일 낮에 미처 문산으로 갈 시간을 얻지 못한 전성호 대령이 이끄는 제12연대 2대대는 김포반도로 철수하게 되고, 3대대는 강화만을 헤매게 되고 말았는데, 이 결과 동 연대의 병력 대부분을 수용하지 못한 문산 방어선에서는 그 방어에 커다란 차질을 보게 되었을 뿐만 아니라 김포반도에 상륙한 병력 역시 사전에 명확한 행동지침을 받지 못하였으므로 매우 당혹한 상태에 빠지지 않을 수 없게 되었다.
이에 육군 본부는 비로소 이 김포반도가 적의 격공로로서 개방되어있음을 깨닫고 그 대응책을 강구하게 되었다. 그러나 이때까지도 여기에의 위협을 대수롭지 않게 판단한 듯, 당면한 적의 공격역량이나 아군의 방어능력을 비교하거나 방어계획을 구체적으로 검토할 겨를도 없이 김포 비행장 부근에 위치한 남산 학교를 기간으로 김포지구전투사령부를 급편하여, 김포일원의 각급부대를 통합, 김포반도로 상륙하는 적을 저지하도록 하는 편법을 만들었던 것이다.
그리하여 6월 26일 아침에 남산학교장 계인주 대령이 김포지구전투사령관으로써 김포방어의 책임을 맡게 되었는 바, 그는 즉시 학교의 명 참모를 동 사령부의 참모로 기능을 전환토록 하고, 지휘소를 김포읍의 김포경찰서로 추진하여 김포의 모든 육군부대를 통합지휘하게 되었는데, 이날 저녁까지 동 사령부의 장악하에 들게 된 부대는 다음과 같다.
| 김포반도 사령부 장악 부대 |
| - 제12연대 2대대 일부(김포) - 독립기갑연대 일부(한남동) - 보국대대 일부(문래동) - 보병학교 후보생(시흥) - 공병학교 학생 일부(김포) - 남산학교장 겸 김포지구전투사령부 사령관 계인주 |

## 전투 과정

### 6월 25일
이날 정오에 북한군의 YAK기가 김포 비행장을 돌격하여 연료고가 화염에 쌓이기도 하였는데, 이때 비행장 부근에 위치한 공군 사관학교와 항공기지 사령부 및 보급창과 헌병대등은 사관학교장 최용덕 준장을 사령관으로 하는 김포 경비사령부를 독자로 편성하여 육군부대와의 적정수집에 대한 정보교환 및 협력을 목적으로 18:00에 사령부와 2개 중대를 김포읍으로 추진한 다음, 병력을 읍 북쪽의 김포 - 통진도로 길목인 44고지 일대에 배치하였으나, 적정을 탐지하지 못한 채 긴장된 밤을 새우게 되었다.
한편 육군부대인 남산학교는 교장 계인주 대령이 보병학교에 교육 파견 중이었으므로 부교장 최복주 중령의 지휘아래 기간요원 40여명으로써 개화산(130고지: 비행장 북쪽 2km)을 점령하여 지역경계에 임하였다.
공병학교는 그 일부가 남산학교 기간요원과 행동을 같이 하는 가운데 주력은 15:00를 전후하여 남산 장충단공원으로 이동하여 전선지원 태세에 들어갔다.

### 6월 26일
서부전선이 임진강 남안선에서 이날 아침을 맞게 되자, 북한군의 임진강 도하 문제가 국군 전선 유지의 관건으로 부각되었다
따라서 김포반도에서의 북한군의 상륙 역시 주지의 사실로 된 만큼 육본의 작전 담당자들도 이제 이 김포반도로 눈을 돌리지 않을 수 없게 되었다.
그러나 용산의 육본수뇌부는 임진강폭이 500 ~ 1000m인데 비하여 한강 하구의 강폭이 2000 ~ 3000m에 달하였으므로 큰 기대를 가진 듯, 미온적인 조치만을 취하였으니, 보병학교의 제3차(6월 18일 ~ 8월 5일) 고급반학생으로 피교육중이던 계인주 대령을 이날 아침 남산학교장으로 복귀시킴과 동시에 김포지구전투사령관으로 임명하고, 그로 하여금 김포에 있는 모든 병력을 통합 지휘하여 적의 도하를 막도록 한 것이다.
전날 시암리 부근에서 일야를 보낸 제 12연대 2대대(대대장 소령 한순화)는 이날 김포 전투사의 장악 하에 들어가 통진 부근에서 북한군의 도하를 막는 새로운 임무를 부여받게 되었다.
한순화 소령은 제 3대대와의 혼성병력 600명을 4개중대로 재편하여, 대대본부를 통진으로 이전하는 동시에 가금리(조강리 동쪽 2km)에서 강녕포에 이르는 강안에 3개 중대를 배치하고, 1개 중대를 통진 북쪽고지(표고 170m 정도)에 예비로 확보하였는데, 대체로 14:00에 진지편성을 끝내고 경계태세에 들어가게 되었다.
이러한 상황과 맞물려 김포지구전투사령부의 전력강화를 모색한 육군본부는 기갑연대의 잔여 병력을 다시 김포반도에 투입하는 조치를 취하였다. 그리하여 장갑대대장 박무열 소령의 통합 지휘아래 연대의 잔여병력의 대부분은 김포반도로 중파되었다. 즉 장갑 제2중대와 기병대 7중대는 장갑대대장이 이끌고 13:00에 김포로 향하였고, 도보대대장 강문헌 대위는 본부중대의 화기소대를 제 9중대에 배속 조치하여 이 중대와 함께 16:00에 김포반도로 출동하였다.
한편 지난 2월 1일부터 유승열 대령이 이끄는 제3사단에 배속되어 밀양에서는 공비 선무공작을 벌이다가 영등포(문래동)로 복귀한 방원철 소령이 이끄는 육군보국대대는 귀순장병 174명으로써 3개 중대를 편성하여 2개 중대를 제6, 7 양 사단의 정찰대로 파견하고 1개 중대만 본부에 두고 있던 중 전날 북한군의 남침급보를 접하고, 출동 준비로 대기하였으나 종일토록 그들에게 별다른 임무가 주어지지 않았다.
이에 대대장 방원철 소령은 이날 아침에 육본에 자진 출두하여 남침저지를 자원한 결과 김포반도의 약점을 메꾸는 일역을 맡게 되었다.
그리하여 대대 전체가 100명도 채 안 되는 대원이었지만 그야말로 보국의 일념으로, 장비인 99식 소총에 실탄 20발과 수류탄 1발씩을 나누어 가지고, 민간 차량 편으로 13:00를 전후하여 영등포의 본부를 떠나 15:00에 통진 남쪽의 180고지에 독자로 병력을 배치한 다음, 멀리 서북쪽으로 갑관 나루터를 굽어보면서 적을 막아보려 하였다.
또한 민기식 대령이 이끄는 시흥의 보병학교는 전날 김병화 소령이 이끄는 교도대가 학생연대장 유해준 중령의 지휘아래 문산으로 제1사단을 보낸 것에 이어, 이날은 다시 육본 명령에 따라 학생연대의 후보생으로서 후보생 대대를 편성하여 김포에 출동하게 되었다.
이리하여 이날 밤 안으로 통진을 중심으로 하는 반도의 서북단에는 3개 대대의 병력이 들어서게 된 셈이나, 이들은 모두가 저마다 독립된 행동에 의하여 축차로 투입된 것이므로 사전에 부대 간의 협조가 이루어지지 않아, 일관된 진지를 점령하지 못하고, 각 대대장의 독단에 따른 부대 배치여서 병사들은 저마다 자신들만이 그곳에서 대적하게 되는 것으로만 아는 실정이었다.
따라서 적정에 대한 인접간의 횡적인 정보의 교환도 이루어지지 않았을 뿐만 아니라 통신수단이 강구되지 못하여 그 정보가 김포의 지휘부에도 즉각 보고가 되지 않는 상태였으니 이러한 형편으로서는 적의 침공에 대하여 조직적인 저항을 기대할 수 없으리라는 것이 너무도 자명한 노릇이었다.
제12연대와 기갑연대의 혼성병력의 진지편성이 대충 끝난 16:00를 전후하여 한강에 대한 북한군의 도하정찰이 시작되었고 처음에는 피난민을 가장하여 작은 어선 등으로 산발적인 도하를 꾀하다가 해가 질 무렵부터는 발동선이 예인하는 도하선정을 이용하여 소대규모씩 대안의 석류포로부터 조강리로 상륙을 기도하였다.
이에 조강리로 증원된 곽응철 소위가 이끄는 장갑소대가 장갑차의 37mm포로써 반도중인 적선을 격침하니 북한군은 서문의 조강리로의 상륙을 포기한 듯 더 이상의 도하 기색을 보이지 않았다.

### 6월 27일
전날 밤 북한군의 일부가 갑관 남쪽에서 염하를 건너 180고지의 보국대대 진지를 습격한 까닭으로 동 대대가 날이 밝기도 전에 궤산되고 말았는데, 북쪽의 한강에서도 적이 야음을 타서 강녕포 동남쪽의 강안일각에 상륙함으로써 강녕포 부근의 제12연대 제2대대의 제 1중대와 103고지의 동 제 3중대 사이에 참호를 파고 진지를 굳혀, 그곳에 또한 강안을 확보한 가운데 날이 새자, 북안의 영등포에 12mm 야포를 방열하여 조강리에 강녕포 일대를 강타하는 도하지원 사격을 시작하였다.
먼동이 트면서 영등포 부근에 수집한 갖가지 선박들에 병력과 중장비를 분승한 적이 그들 포병의 엄호하에 강녕포로 도하를 강행하였다.
이에 호응하여, 전날 밤에 강녕포 동남쪽의 강안을 확보한 북한군이 강녕포-통진 도로를 차단코자 하였는데 강안에서 북한군의 도하를 막던 제12연대 제1중대와 장갑소대는 이같은 뒤로부터의 공격의 위협에다 북한군 포화의 위력을 감당할 길이 없어 통진으로 철수하고 말았다.
이와 같이 하여 북한군의 주력이 강녕포에 상륙하게 됨으로써 103고지와 가금리의 동 제3, 제4 중대의 철수하게 되었고 이에 08:00, 통진의 제2대대장 한순화 소령은 강녕포에서 철수한 장갑소대와 전날 밤 180고지에서 흩어진 보국대대의 일부를 흡수한 다음 예비인 제 2중대를 지휘하여 상륙한 북한군을 격퇴하기 위하여 강녕포로 진격하려 하였다.
그러나 노폭이 좁아 선두의 장갑차의 회전이 곤란함으로써 진퇴가 자유롭지 못하고, 북한군의 포화가 치성하여 장갑차 지원화력의 활용을 크게 기대 할 수 없게 된 까닭으로 화력의 열세를 면하지 못하였다. 따라서 고막리(통진 북쪽 1.5km) 부근에 이르러 문주산의 동으로 밀려드는 적과 부닥친 결과, 그 적세를 막을 길이 없어, 다시 통진으로 물러서는 바 되고 말았다.
통진에 집결한 제 12연대와 기갑연대의 혼성병력은 장갑차의 엄호하에 통진에서 김포와 인천으로 갈라지는 도로의 삼거리인, 장림(통진 동남쪽 6km) 부근으로 철수하게 되었는데, 새벽에 180고지를 점령한 북한군의 일부가 통진-장림 도로의 남쪽으로 우회하여 겉고개(통진 동남쪽 3.5km)를 차단하여 퇴로를 막고 있었다.
이에 장갑차를 선두에 내세워 이로 하여금 동 고개를 돌파케 함으로써 이들 혼성병력은 11:00에 장림에 이르러 그곳에 새로운 진지를 점령하게 되었다.
그리하여 기갑연대의 기병과 보병은 김포읍으로 철수하는 가운데 후보생 대대와 제 12연대 제 2대대가 장갑중대의 지원 아래 장림선을 맡게 되었는데, 후 보생대대는 장림 삼거리 북쪽 구릉지대에 진지를 점령하여 징림-김포읍의 도로를 제압하고, 제 12연대 제 2대대는 일부가 한강변에 분산되었으므로 제 2중대로써 그 남쪽의 천마산(60고지) 일대에 진지를 급편하여 장림-양곡(장림 남쪽 4km)간의 도로를 차단하였다.
그런데 이때 후보생 대대원들이 가지고 있던 99식 소총은 그 조작과 사격방법이 M1소총과는 달랐으며 더욱이 오랫동안 사용하지 않고 방치해두었던 것이므로 손질이 제대로 되지 않았던 탓으로 격발에 장애가 잦아 실은 맨주먹이나 다름없는 상태였다.
후보생대대와 제 12연대 2대대가 장림에서 이들 적의 침투를 막고자 안간힘을 다하였으나 역부족으로 13:00를 전후하여 그 선에서 무너지게 되어, 후보생 대대는 김포읍쪽으로, 제12연대 제2대대는 양곡쪽으로 각각 철수하고 말았는데, 이로써 북한군은 이날 낮 중으로 김포 평야에까지 그 모습을 나타내게 된 것이다.
한편 육본은 김포의 병력 증강을 위하여, 6월 27일 10:00부 육본작명 제 97호에 따라, 서울로 옮겨온 대구 제3사단의 22연대 병력 중 제3대대를 김포지구에 출동하게 하였다.
대구에서 열차로 함께 수송한 자대차량으로 저녁에 김포읍에서 집결한 대대는 곧 김포지구 전투사령부의 명령에 따라, 운유산 동쪽(장림-김포도로 동측 한강변)의 73고지(운유산 동쪽 3.5km)일대에 진지를 점령하여, 그 좌측의 후 보생 대대 및 저녁에 다시 증원된 제 8연대 3대대와 더불어 김포읍에 대한 최후의 저지선을 맡아 지키게 되었다.
이날 부평의 잔류병력도 김포전선에 중원 되었는데, 윤태일 중령이 이끄는 제1공병단 산하의 일부는 부평-김포읍 사이의 계양산(395고지: 부평 북쪽 7km) 동녹의 방축리 부근으로 추진되고, 심언봉 대령이 이끄는 병기학교에서는 기간장교로써 장교특전대를 편성하여 한강변의 전호(김포 비행장 북쪽 4km)부근에 배치하게 되었다.

### 6월 28일
06:00, 어선으로 평도 동쪽의 한강을 역류하여 접근한 북한군의 일단이 선상에 82mm 박격포를 장치하고 사격을 가하면서 63고지의 동북쪽 강안에 상륙함으로써 이날의 첫 교전의 신호가 올랐다.
이에 강안을 노려보면서 우중의 진흙탕 속에서 밤을 지새운 김촌성 중위가 이끄는 기병 제7중대는 전 화력을 집중하여 이에 응수하였으나, 역부족인데다가 북한군의 박격포가 집중됨에 따라 기병대에서 훈련 중이었던 말들이 그 포성에 놀라 요동함으로써 하는 수 없이 북한군과 이탈하여 63고지를 철수하게 되었다.
이에 김포지구전투사령부는 08:00에, 전날밤 김포읍에서 잠시 휴식을 취한 제 12연대 2대대의 잔여병력을 운유산으로 다시 추진하여 전력의 강화를 도모하였으나, 밤새도록 비가 오는 가운데서 지새우고 아침식사 마저 거르게 된 상태에서 예상치 못한 강적을 맞게되었으니, 장병들은 오직 투지 하나만으로 버티어낼 뿐이었다.
그리하여 11:00, 사령부의 철수명령에 따라 김포도로 서쪽지역 운유산 일대의 진지를 지탱중이던 후보생대대와 제12연대 2대대 및 기갑연대 도보중대는 김포읍에서 장릉산(146고지 김포읍 남쪽 1km)과 주양산의 동선을 따라 부평에 집결하고, 장갑차와 제8연대 3대대 및 제22연대 3대대의 일부는 사령부와 함께 김포 비행장을 지향하여 김포가도를 따라 동남쪽으로 빠졌는데, 장갑차는 비행장-영등포가도를 경계하면서 이동하였고, 보병 일부는 굴포천을 건너 개화산에 진지를 다시 마련하였다.
이 날 저녁 김포지구전투사령부는 소사읍사무소에 지휘소를 개설하고, 주민의 협력을 얻어 수용병력에 대한 결식을 서두르는 한편, 각대별로 밤을 세워 대오를 수습하였다. 그리고는 후보생대대와 기갑연대 도보대대 및 김억순 경감이 이끄는 부평경찰대로써 계양산 동쪽 능선에 배치하여 김포 - 부평 도로를 차단하도록 하고, 제22연대와 제12연대 병력으로써 비행장 남쪽 구릉지대의 107고지(비행장 남쪽 4km)일대에 배치하여 비행장쪽에서 소사로의 적 남진에 쐐기를 박도록 응급조치하였는데, 이 때 제8연대의 3대대는 비행장에서 영등포쪽으로 전진함으로써 새로운 활동무대를 얻게 되었다.
이날 밤 김포지구전투사령부가 계인주 사령관이 실종되는 가운데 소사로 집결하자, 시흥전투사령부는 현지의 제3사단 참모장인 우병옥 중령을 새로이 사령관으로 임명한 다음, 그에게 이르기를 '화급히 병력을 수습하여 김포비행장을 탈환하라.'고 하였다.
이와 같은 시흥사령부의 비행장 탈환명령은 비행장의 적이 반드시 거쳐야 할 침공로상의 요지라는 점도 있거니와 행주에서 도하철수중인 제1사단의 철수로를 확보하기 위한 조치인 것으로 풀이되었다.

## 결과 및 영향
7월 3일 아침에 한강을 도하한 북한군의 전차와 오류동에서 들어온 그들이 합류하여 영등포를 석권하게 됨으로써 김포동에서의 퇴각이 강요되었거니와 이날 밤 자정 무렵에는 6대의 전차를 앞세운 1개 대대규모의 적이 경인가도를 따라 인천을 점령하게 됨으로써 경인가도의 이북지역은 이제 모두 북한군의 수중에 들어가게 되고 말았다.
이리하여 한강과 오류동의 방벽이 동시에 무너지자 북한군은 이날 중으로 선견대를 시흥으로 진출시켜 국군과의 접촉을 유지하는 가운데 주력은 영등포와 오류동 부근에서 전열을 다시금 가다듬는 듯 하였는데 그들이 경부국도를 따라 전차의 돌파전을 시도할 것이라는 점은 너무나도 명확한 사실이었다.
한편 오류동 전선에서 이탈케 된 김포사의 병력은, 일부는 소사에서 소래를 거쳐 서해안을 따라 곧장 수원으로 빠지기도 하고, 일부는 오류동에서 양지산(오류동 남쪽 6km)기슭을 타고 안양을 지향하였다.
그런데 김포사의 철수명령은 일선참호속의 각계 병사에게까지 모두 전하여지지 못하였던 까닭으로 어떤 병사는 아직 그대로 진지일각을 지키고 있었고 또 어떤 병사는 명령을 듣고도 더는 물러설 수 없다하여 호속에 남아있기도 한 바 이 날 저녁 적의 전차가 경인가도를 횡횡하게 되자, 그제서야 그 전차의 틈 사이를 뚫고 남하하기도 하였으며, 혹은 인천으로 가서 마지막 철도편을 이용하여 수원으로 가기도 하였는데, 제12연대 2대대장인 한순화 소령 같은 사람은 인천에서 배를 얻어 보름 동안이나 서해안을 표류한 끝에 군산에 오르기도 하였다는 것이다.
이리하여 이 날 저녁 김포사의 주력이 안양부근에 집결되면서 동사령부는 개편을 하게 되고, 제15, 18 양 연대가 연대별로 시흥사령관 김홍일 소장의 장악하에 들어가 덕안(안양 서북쪽 4km)부근의 안양 저지선의 서쪽지역을 맡아, 또 다시 일전일퇴의 지연전을 벌이게 되었다.

## 같이 보기
- 한강 전투